# Platysteira albifrons
El batis carunculado frentiblanco (Platysteira albifrons) es una especie de ave paseriformes en la familia Platysteiridae.

## Distribución y hábitat
Se distribuyen por Angola y la República Democrática del Congo.
Sus hábitats son los bosques secos subtropicales o tropicales, los manglares subtropicales o tropicales, y las zonas arbustivas subtropicales o tropicales.
Se encuentra amenazada por pérdida de hábitat.